# Centrale thermique de La Maxe
La centrale thermique à charbon de La Maxe est une ancienne centrale EDF de deux fois 250 mégawatts fonctionnant au charbon. Elle est située en bordure de la Moselle, sur les communes de la Maxe et de Woippy, dans le département de la Moselle. Sa cheminée qui s’élève à une hauteur de 162 mètres en fait l'un des plus hauts bâtiments de l'agglomération de Metz.
Le centre de production thermique de La Maxe est fermé depuis 2015 et son démantèlement devrait durer jusqu'en 2031.
Le dynamitage de sa cheminée emblématique rouge et blanche a eu lieu le 15 septembre 2024 à 9h30.

## Historique
La construction de la centrale démarre en 1967 et s'achève avec sa mise en service le 16 juin 1971. Sa production de 1 375 GWh en 2012 représente 3 % de la production régionale.
La fermeture de la centrale est décidée en 2004 en raison des coûts nécessaires pour adapter la centrale à la directive européenne 2001/80/CE sur les Grandes installations de Combustion pour respecter les nouvelles normes DeSOx-DeNOx (élimination poussée des émissions d'oxydes de soufre : −90 %, et d'azote : −80 %). L'arrêt de la première unité de production de la centrale est réalisé le 2 avril 2015, puis la seconde est coupée le 9 avril, après quarante-quatre années de fabrication d’électricité,.